# Saint-Antoine (Nouveau-Brunswick)
Pour les articles homonymes, voir Saint-Antoine.
Saint-Antoine est un village canadien situé dans le comté de Kent, à l'est du Nouveau-Brunswick. Il fait partie de la municipalité de Champdoré depuis le 1er janvier 2023.

## Toponyme

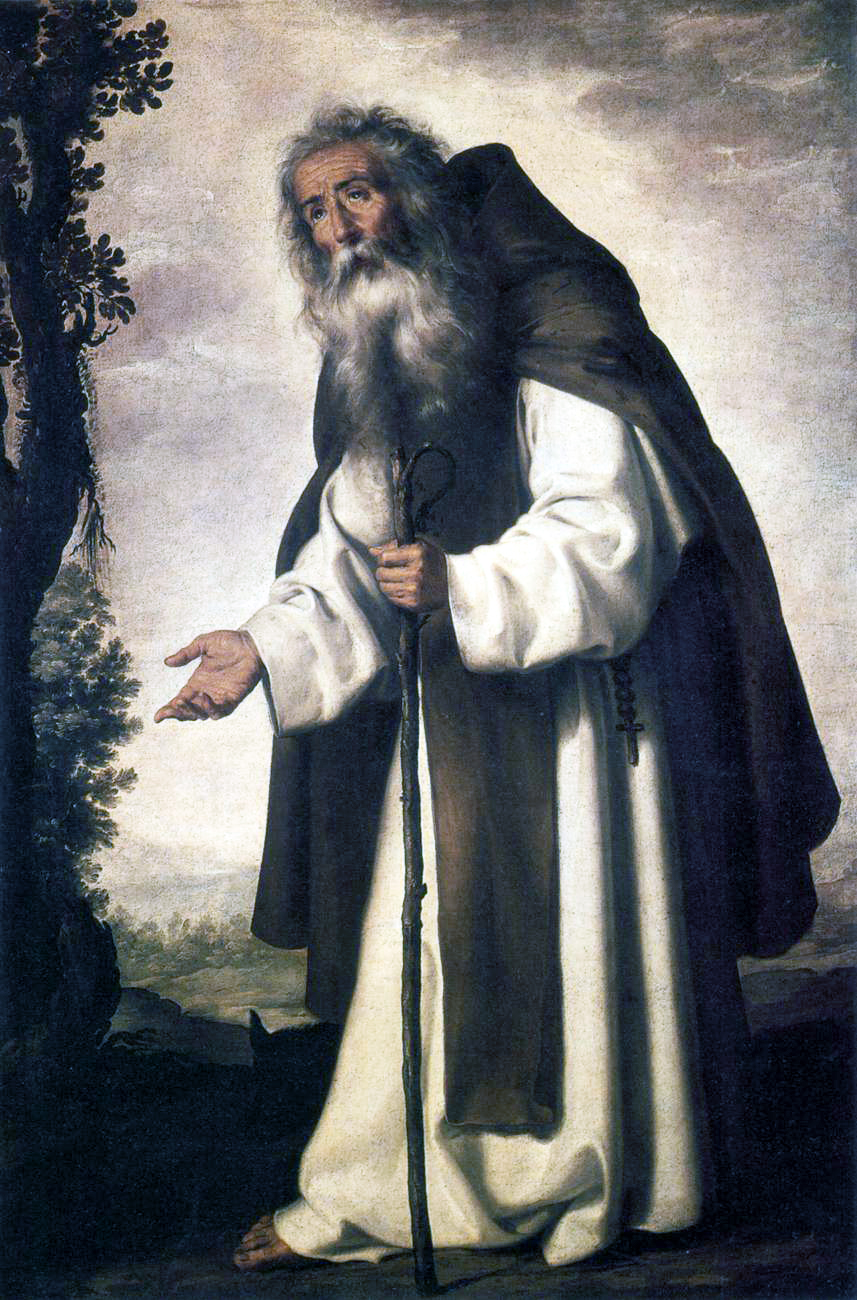
Antoine le Grand.

Le village est nommé ainsi en l'honneur d'Antoine le Grand. À partir de 1966, il se nommait St. Anthony, pour prendre son nom actuel en 1969. Au tout début, le village s'appelait Ohio Settlement ou le Higho de Cocagne ou simplement le Higho.

## Géographie

Carte topographique du village. Notez l'enclavement dans le Grand-Saint-Antoine.

### Situation
Saint-Antoine est situé à 30 km au nord de Moncton, dans le pays de Gédaïque. Le village est bâti dans un prairie à l'orée de la Grande Forêt du Nouveau-Brunswick, 12 kilomètres à l'ouest du détroit de Northumberland. Le village a une superficie de 6,43 kilomètres carrés.
Le village est généralement considéré comme faisant partie de l'Acadie.

## Municipalités limitrophes

### Géologie
Le sous-sol de Saint-Antoine est composé principalement de roches sédimentaires du groupe de Pictou datant du Pennsylvanien (entre 300 et 311 millions d'années).

### Logement
Le village comptait 779 logements privés en 2021, dont 743 occupés par des résidents habituels. Parmi ces logements, 65,1 % sont individuels, 4,6 % sont jumelés, 5,3 % sont en rangée, 4,0 % sont des appartements ou duplex et 20,1 % sont des immeubles de moins de cinq étages.
En 2006, 69,0 % des logements sont possédés alors que 31,0 % sont loués. 62,7 % ont été construits avant 1986 et 7,1 % ont besoin de réparations majeures. Les logements comptent en moyenne 6,4 pièces et 1,6 % des logements comptent plus d'une personne habitant par pièce. Les logements possédés ont une valeur moyenne de 118 217 $, comparativement à 119 549 $ pour la province.

## Histoire
Saint-Antoine est situé dans le territoire historique des Micmacs, plus précisément dans le district de Sigenigteoag, qui comprend l'actuel côte Est du Nouveau-Brunswick, jusqu'à la baie de Fundy.
En 1825, Saint-Antoine est en partie touché par les Grands feux de la Miramichi, qui dévastent entre 10 000 km2 et 20 000 km2 dans le centre et le nord-est de la province et tuent en tout plus de 280 personnes,.
Saint-Antoine est fondé en 1833 par des Acadiens. Les premières messes sont célébrées dans la maison de Joseph Goguen. Une première chapelle est construite en 1838 ; Saint-Antoine est alors une mission de Bouctouche. Une première église est construite en 1856. La paroisse est nommée selon Saint Antoine l'Ermite en 1873. La construction d'une nouvelle église, la première en pierre dans le comté, commence en 1923. Elle est consacrée le 1er juillet 1924 mais l'intérieur n'est terminé qu'en 1951. La Caisse populaire de Saint-Antoine est fondée en 1938. En 1940, Camille Vautour devient le premier curé résident de la paroisse.
Saint-Antoine est constitué en municipalité le 9 novembre 1966. L'école Camille-Vautour est inaugurée en 1992.
La Caisse populaire de Saint-Antoine fusionne avec les caisses de Cocagne, Grande-Digue et Notre-Dame-de-Kent en 2000 pour former la Caisse populaire Kent-Sud. Celle-ci fusionne avec la Caisse populaire Kent-Beauséjour en 2008 mais conserve son nom.
Le 1er janvier 2023, Saint-Antoine fusionne avec Grand-Saint-Antoine et d'autres zones non organisées pour former la municipalité de Champdoré, dans le cadre de la réforme territoriale de la province.

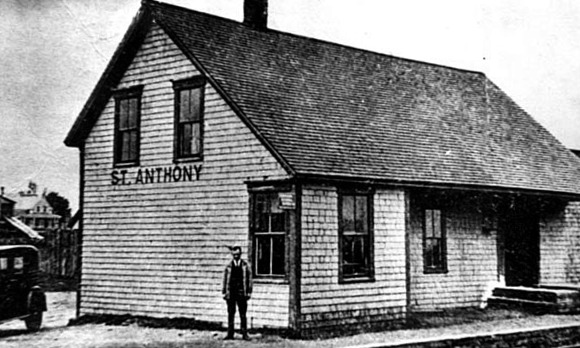
La gare en 1930.
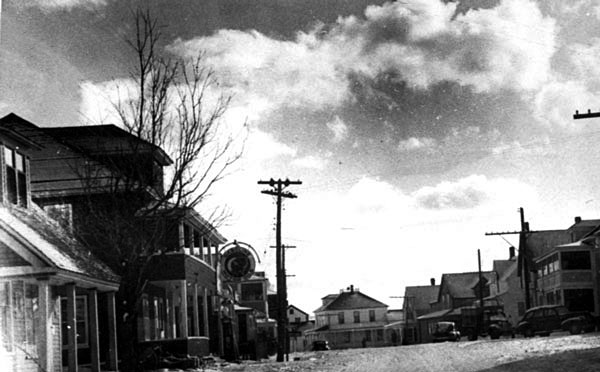
Une rue en 1940.
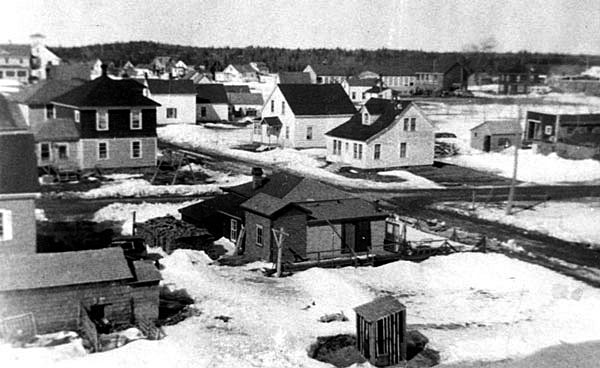
Vue du village en 1940.

## Démographie
| 1981  | 1986  | 1991  | 1996  | 2001  | 2006  | 2011  |
| ----- | ----- | ----- | ----- | ----- | ----- | ----- |
| 1 219 | 1 328 | 1 380 | 1 463 | 1 472 | 1 546 | 1 770 |

| 2016  | 2021  | - | - | - | - | - |
| ----- | ----- | - | - | - | - | - |
| 1 733 | 1 791 | - | - | - | - | - |

| Évolution des langues maternelles (en %) | Légende                                                         |
| ---------------------------------------- | --------------------------------------------------------------- |
|                                          | - Français - Anglais - Anglais et français - Autre(s) langue(s) |
| Sources,:                                |                                                                 |

## Économie
Entreprise Kent, membre du Réseau Entreprise, a la responsabilité du développement économique.

## Politique et administration

### Conseil municipal
Le conseil municipal était formé d'un maire et de cinq conseillers élus pour un mandat de quatre ans. Une élection partielle a lieu le 13 mai 2013 suivant et Rénée-Claude Melanson est élue par acclamation conseillère du quartier numéro 5, pour remplacer Jacques Williams, démissionnaire.
Anciens conseils municipaux
| Mandat      | Fonctions   | Nom(s)                                                                              |
| ----------- | ----------- | ----------------------------------------------------------------------------------- |
| 2012 - 2016 | Mairesse    | Roseline M. Maillet                                                                 |
| 2012 - 2016 | Conseillers | Eugère Cormier, Ronald Cormier, Claude Goguen, Kelli Taylor, Renée-Claude Melanson. |

| Mandat      | Fonctions   | Nom(s)                                                                       |
| ----------- | ----------- | ---------------------------------------------------------------------------- |
| 2008 - 2012 | Mairesse    | Roseline M. Maillet                                                          |
| 2008 - 2012 | Conseillers | Edna Allain, Tammy Boucher, Ronald Cormier, Ghislain Leblanc, Michel Nowlan. |

| Période                                  | Période | Identité            | Étiquette | Qualité |
| ---------------------------------------- | ------- | ------------------- | --------- | ------- |
| 1966                                     | 1971    | Yvon Cormier        |           |         |
| 1971                                     | 1978    | Guy Leblanc,        |           |         |
| 1980                                     | 19??    | Rhéal Cormier       |           |         |
| 19??                                     | 2001    | Gilles Ouellette    |           |         |
| 2001                                     | 2008    | Ronald Cormier      |           |         |
| 2008                                     | 2021    | Roseline M. Maillet |           |         |
| 2021                                     | 2022    | Jean-Pierre Richard |           |         |
| Les données manquantes sont à compléter. |         |                     |           |         |

### Commission de services régionaux
Saint-Antoine faisait partie de la commission de services régionaux (CSR) 6, créée en 2013,. Saint-Antoine était représenté au conseil par son maire. Les services obligatoirement offerts par les CSR sont l'aménagement régional, la gestion des déchets solides, la planification des mesures d'urgence ainsi que la collaboration en matière de services de police, la planification et le partage des coûts des infrastructures régionales de sport, de loisirs et de culture.

## Vie locale
L'école Camille-Vautour accueille les élèves de la maternelle à la 8e année. C'est une école publique francophone faisant partie du district scolaire #11. Saint-Antoine possède aussi une bibliothèque publique, un bureau de poste et une caserne de pompiers. Le détachement de la Gendarmerie royale du Canada le plus proche est situé à Bouctouche.
Saint-Antoine est situé à la jonction des routes 115 et 525. L'autoroute 11 passe aussi à proximité.
Le village compte un foyer de soins agréés, le Foyer Saint-Antoine.
L'église Saint-Antoine est une église catholique romaine faisant partie de l'archidiocèse de Moncton.
Les francophones bénéficient du quotidien L'Acadie nouvelle, publié à Caraquet, ainsi que de l'hebdomadaire L'Étoile, de Dieppe. Les anglophones bénéficient quant à eux des quotidiens Telegraph-Journal, publié à Saint-Jean et Times & Transcript, de Moncton.

## Culture

### Langues
Selon la Loi sur les langues officielles, Saint-Antoine est officiellement francophone puisque moins de 20 % de la population parle l'anglais.

### Lieux, monuments et édifices remarquables
- Carrefour de la culture acadienne
- Centre institutionnel du Higho de Cocagne
- Cimetière des pionniers
- Église Saint-Antoine l'Ermitte
- Lieu des fondatrices
- Magasin Gilbert Léger
- Maison Leblanc
- Maison natale de Louis J. Robichaud
- Monument Louis J. Robichaud
- Presbytère Camille Vautour
- Site des Moulins Léger Frères

### Personnalités
- Clarence Cormier (1930-2012), professeur et homme politique, né à Saint-Antoine;
- Guy LeBlanc, né en 1939 à Saint-Antoine. Enseignant et maire, fortement impliqué dans le développement du comté de Kent;
- Louis J. Robichaud (1925-2005), ancien premier ministre du Nouveau-Brunswick et sénateur né à Saint-Antoine;
- Jeanne de Valois (1899-1995), religieuse, née à Saint-Antoine;
- Claude Williams, homme politique, né en 1955 à Saint-Antoine.

## Jumelages
- Châtellerault (France) depuis le 29 septembre 1984